# عبدالجبار ثابت
عبدالجبار ثابت (زاده ۱۹۴۵ – درگذشته ۲۶ ژانویه ۲۰۲۳) سیاستمدار اهل افغانستان بود. در مه ۲۰۰۶ توسط حامد کرزی به حیث سرپرست دادستانی کل افغانستان گماشته شد.